# The Pineapple Thief
The Pineapple Thief — британская прогрессив-рок-группа, образованная в Сомерсете в 1999 году.

## История
В 1999 году Брюс Сурд (англ. Bruce Soord), ранее игравший в составе Vulgar Unicorn, решил организовать сольный проект для продвижения своей музыки. Дебютный альбом «Abducting the Unicorn», выпущенный в том же году британским лейблом «Cyclops», привлек к себе внимание публики, у The Pineapple Thief появляется небольшая, но преданная группа поклонников.
Поддержка фанатов и одобрительная реакция критиков воодушевили Брюса продолжить работу над новым альбомом «137». В это время к его проекту начинают проявлять интерес крупные звукозаписывающие компании, что вызвало задержку записи нового материала. Как бы то ни было, третий альбом «Variations on a Dream», вышедший в 2003 году, стал известен за пределами Британии и сделал The Pineapple Thief одним из самых успешных на своем лейбле.
Весной 2002 года Брюс начинает собирать команду для выступлений на концертах. В группу были приглашены бас-гитарист Джон Сайкс (англ. Jon Sykes), игравший вместе с Брюсом в университетской рок-группе, гитарист Уейн Хиггинс (англ. Wayne Higgins), клавишник Мэтт О’Лири (англ. Matt O'Leary), а также барабанщик (англ. Keith Harrison). В 2004 году они записали альбом «10 Stories Down». Однако такой состав оказался недолговечным, по разным причинам группу покидают О’Лири в 2005 году и Хиггинс в марте 2008 году. Новым клавишником стал Стив Китч (англ. Steve Kitch), в дальнейшем в составе группы так и осталось четыре участника.
Альбомы «Little Man» 2006 года и «What We Have Sown» 2007 года стали последними записанными на «Cyclops Records», в дальнейшем группа перешла на лейбл Kscope, являющийся подразделением Snapper Music. Большую часть времени после записи альбомов The Pineapple Thief провели в гастролях по США, Канаде и Европе.
Первым альбомом, записанным на новом лейбле, стал «Tightly Unwound», представленный публике 17 мая 2008 года на шоу в Вичвуде, Манчестер и 22 мая в Лондоне. В день релиза также был выпущен минифильм, посвященный группе. Песни, выпущенные за десятилетнюю историю группы, были перезаписаны и выпущены в сборнике «3000 Days». Также в 2009 году группа выступала в поддержку европейского тура рок-группы Riverside.
Свой восьмой студийный альбом «Someone Here Is Missing» группа выпустила весной 2010 года. В записи принимали участие Стивен Уилсон из Porcupine Tree и Дэниел Кавана из Anathema. В работе над альбомом принял участие легендарный дизайнер Сторм Торгерсон, оформивший большинство альбомов Pink Floyd (в том числе Dark Side Of The Moon), а также известный по работе с Muse, Led Zeppelin, Dream Theater и др. В музыкальном плане альбом стал более экспериментальным, он выдержан в духе современного нео-прогрессива под значительным влиянием электронной музыки с несколько утяжеленным звучанием(«Nothing At Best», «So We Row»).
В 2010 группа выступила на ряде европейских концертов и представлений и отправилась в двухнедельный тур по Континентальной Европе.
В январе 2012 группа начала записывать свой следующий альбом, который включал оркестр, состоящий из 22 человек, и хор. «All the Wars» был выпущен в сентябре 2012 года, его коллекционное издание включает в себя диск «More Wars» — акустические варианты песен как с последнего альбома, так и других известных песен группы.
В 2016 году группу покинул барабанщик Дэн Осборн. В записи альбома Your Wilderness (2016) принял участие барабанщик Porcupine Tree и King Crimson Гэвин Харрисон, он же отправился с группой в концертный тур в поддержку альбома.
Кроме Харрисона, в записи альбома участвовали кларнетист Supertramp Джон Хеллиуэл и скрипач Caravan Джеффри Ричардсон, работавший над аранжировками струнных.

## Дискография

### Студийные альбомы
- Abducting the Unicorn (1999)
- 137 (album)|137 (2001)
- Variations on a Dream (2003)
  - 8 Days
- 10 Stories Down (2005)
  - 8 Days Later
- Little Man (2006)
- What We Have Sown (2007)
- Tightly Unwound (2008)
- Someone Here Is Missing (2010)
- All The Wars (2012)
  - More Wars
- Magnolia (2014)
- Your Wilderness (2016)
- Dissolution (2018)
- Versions of the Truth (2020)
- Give It Back (2022)
- It Leads to This (2024)

### Другие релизы
- 2001 — Sherbert Gods (7" single)
- 2003 — Live (DVD featuring 10 live tracks and 4 new studio recordings)
- 2004 — 12 Stories Down (preview edition of 10 Stories Down)
- 2005 — 4 Stories Down (10 Stories Down sampler/EP)
- 2008 — Shoot First (maxi-single)
- 2009 — The Dawn Raids Volume 1 (4 Track EP)
- 2009 — The Dawn Raids Volume 2 (4 Track EP)
- 2009 — 3000 Days (Remastered compilation album)
- 2010 — Nothing At Best (download only single)
- 2010 — Show A Little Love (33 minute EP)
- 2010 — Someone Here Is Live (download only live album from the October 2010 Europe tour)

### Видео
- 2008 — Shoot First
- 2010 — Nothing at Best
- 2010 — Show A Little Love
- 2010 — Someone Here is Missing
- 2012 — All the Wars